# Yıldızeli

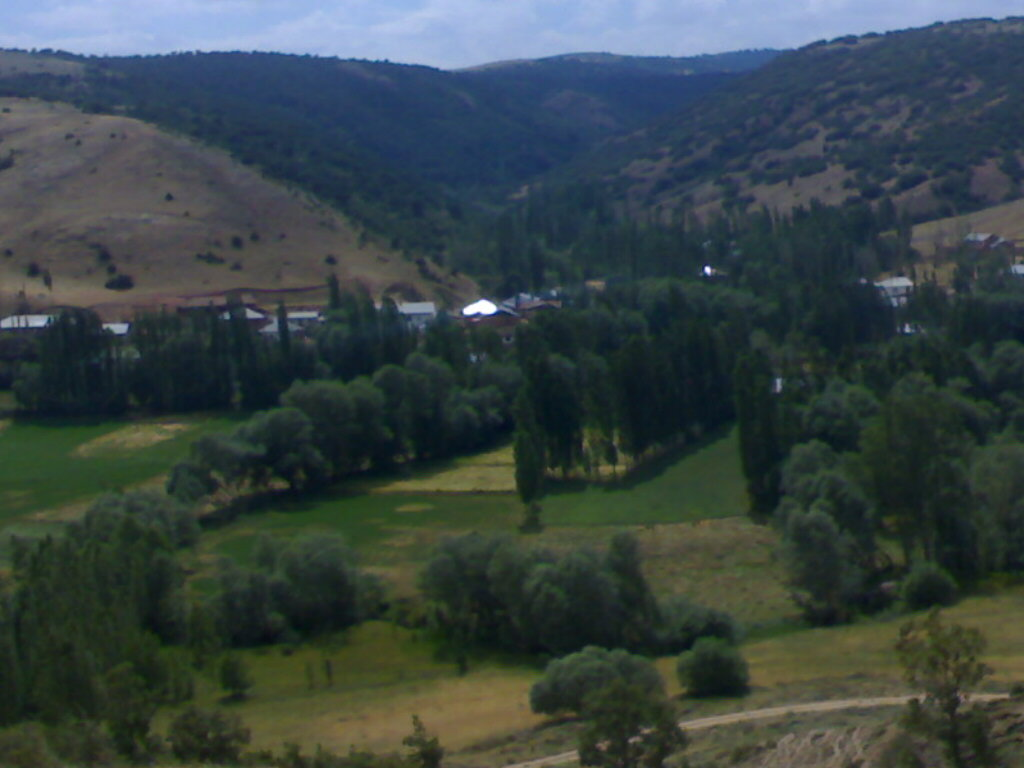

Yıldızeli est une ville et un district de la province de Sivas dans la région de l'Anatolie centrale en Turquie. Elle contient de nombreuses ethnies comme les Turques, Circassiens, Ossètes et Tchétchénes.